# Aleksandr Moller
Aleksandr Nikołajewicz Moller, ros. Александр Николаевич Моллер (ur. 29 lipca?/10 sierpnia 1885 w guberni petersburskiej, zm. w maju 1945 w obozie pod Gdańskiem) – rosyjski wojskowy (generał major), działacz emigracyjny, kolaborant podczas II wojny światowej.

## Życiorys
Ukończył korpus kadetów, a następnie pawłowską szkołę wojskową. Służył w stopniu podporucznika w lejbgwardii Pułku Finlandzkiego. Brał udział w wojnie rosyjsko-japońskiej 1904-1905. W 1908 r. awansował do stopnia porucznika, zaś w 1912 r. sztabskapitana. Uczestniczył w I wojnie światowej. Pełnił funkcję adiutanta w 4 Batalionie lejbgwardii Pułku Finlandzkiego, którego objął dowództwo w 1915 r. W 1916 r. mianowano go kapitanem. Od marca do grudnia 1917 r. w stopniu pułkownika dowodził Pułkiem Finlandzkim. Na początku 1918 r. dowodził sotnią inżynierską oddziału partyzanckiego gen. Emmanuiła F. Semiletowa. Następnie wstąpił do Armii Dońskiej. Brał udział w Marszu Stepowym. Został dowódcą Oddziału Północnego Wojsk Rejonu Choperskiego. Od czerwca tego roku dowodził 4 Dońskim Pułkiem Strzeleckim, od sierpnia w stopniu generała majora 2 Dońską Brygadą Strzelecką III Samodzielnego Korpusu Dońskiego. Od marca 1919 r. znajdował się pod zwierzchnictwem dyżurnego generała sztabu Armii Dońskiej. We wrześniu tego roku przeszedł do wojsk Białych gen. Antona I. Denikina. Objął dowództwo 1 Gwardyjskiego Mieszanego Pułku Piechoty. Następnie dowodził 2 Gwardyjskim Mieszanym Pułkiem Piechoty, zaś od lutego 1920 r. ponownie 1 Gwardyjskim Mieszanym Pułkiem Piechoty. Uczestniczył w Marszu Bredowskim, w wyniku którego wraz z pozostałymi wojskowymi został internowany w Polsce. Na przełomie sierpnia/września tego roku przewieziono go na Półwysep Krymski, gdzie służył w kubańskiej aleksiejewskiej szkole wojskowej. W listopadzie wraz z wojskami Białych został ewakuowany do Gallipoli, gdzie został członkiem Klubu Morskiego. Na emigracji zamieszkał w jugosłowiańskim Kotorze. Po pewnym czasie przeniósł się do Francji. Podczas II wojny światowej przybył do III Rzeszy, gdzie współorganizował nabór Białych Rosjan do kolaboracyjnych oddziałów wojskowych w służbie niemieckiej. Pod koniec wojny został aresztowany przez Sowietów, po czym osadzono go w obozie pod Gdańskiem, gdzie zmarł krótko po zakończeniu wojny.